# Pedro Sayán
Pedro Sayán Reyes fue un político peruano. 

## Biografía
Nació en Barranca el 29 de junio de 1795. Sus padres fueron el español Manuel Sayán Juanique, natural de Castigaleu, Obispado de Lérida, Reino de Aragón, y Manuela de los Reyes y Buitrón, criolla - hermana del prócer Andrés Reyes - natural de Chancay. Fue bautizado el 2 de noviembre de ese año en la Iglesia de Santa María Magdalena de Supe, por José Iturri, teniente párroco; su padrino fue don Miguel Ortis. 
El cinco de abril de 1819 se sumó al movimiento de los patriotas de Supe, quienes, después de apresar a las autoridades españolas, juraron la causa de la libertad y proclamaron la independencia. Por esos hechos, Sayán fue también tomado preso.
Luego, junto con otros patriotas como Manuel Fonseca, Andrés Reyes, Francisco Vidal, Juan Franco y Cayetano Requena se incorporaron en la Expedición Naval, comandada por el almirante Cochrane y se dirigieron a Chile. Cuando el general José de San Martín se establece en Huaura, Sayán fue nombrado Teniente Gobernador de Barranca, su tierra natal contribuyendo al sostenimiento del Ejército Libertador en la provincia de Chancay. Posteriormente sería Ministro de Guerra y Marina y primer prefecto del departamento de La Costa. Por sus servicios y méritos, se hizo acreedor del grado de Sargento Mayor de Milicias, el 1 de julio de 1821, firmados por el Generalísimo San Martín y el Dr. Bernardo Monteagudo.
Sayán, a mediados de octubre de 1821, viajó a Lima, por orden superior, es decir, del Ministro de Guerra y Marina de aquel entonces, con retención de su cargo. Hallándose en la Capital, se hizo acreedor de la Orden del Sol, en clase de Asociado, condecoración creada por el Protector del Perú, el 8 de octubre de 1821. Por mayoría de votos fue elegido diputado Suplente por el departamento de La Costa, en 1822, juntamente con los diputados Titulares, Dr. Cayetano Requena y el coronel Toribio Dávalos. Dicho congreso constituyente fue el que elaboró la primera constitución política del país.
Sayán siguió prestando sus servicios a la causa de la emancipación durante el resto del tiempo que duró la campaña en la provincia de Chancay y en otros puntos del país, junto al presidente don José de la Riva Agüero y del prefecto de La Costa, el coronel Andrés Reyes. Siguió contribuyendo al éxito de la independencia del Perú bajo la égida de Simón Bolívar, como Intendente de la provincia de Chancay. 
Contrajo matrimonio con la respetable dama doña Antonia Teresa Núñez. Terminada la campaña de la independencia, se dedicó a la agricultura, en sus tierras, ubicadas en el valle de Barranca; y más tarde, se radicó en la ciudad de Lima, donde formó una empresa urbanizadora denominada "Calles Nuevas" en sociedad con el Dr. Mariano Felipe Paz Soldán, connotado geógrafo e historiador peruano. A la edad de 73 años, siendo viudo, falleció en Chorrillos, el día lunes ocho de febrero de 1869. el día viernes doce, a las siete y media de la mañana de dicho año y mes, se llevó a cabo los funerales por el descanso de su alma, en el templo de Santo Domingo, de la ciudad de Lima.